# Koula (Tominian)
Pour les articles homonymes, voir Koula.
Koula est une commune du Mali, dans le cercle de Tominian et la région de Ségou.